# Stade de glace Alp'Arena
Pour l’article homonyme, voir Stade de Glace (homonymie).
 (janvier 2013).
Le stade de glace Alp'Arena est la patinoire municipale de Gap. Elle portait, avant sa reconstruction de 2010, le nom de patinoire Brown-Ferrand, deux précurseurs du hockey gapençais, Roger Brown et Jean Ferrand.
Elle accueille le club des Rapaces de Gap (Hockey sur glace, Ligue Magnus) et le club de patinage artistique, l'Axel Gap.

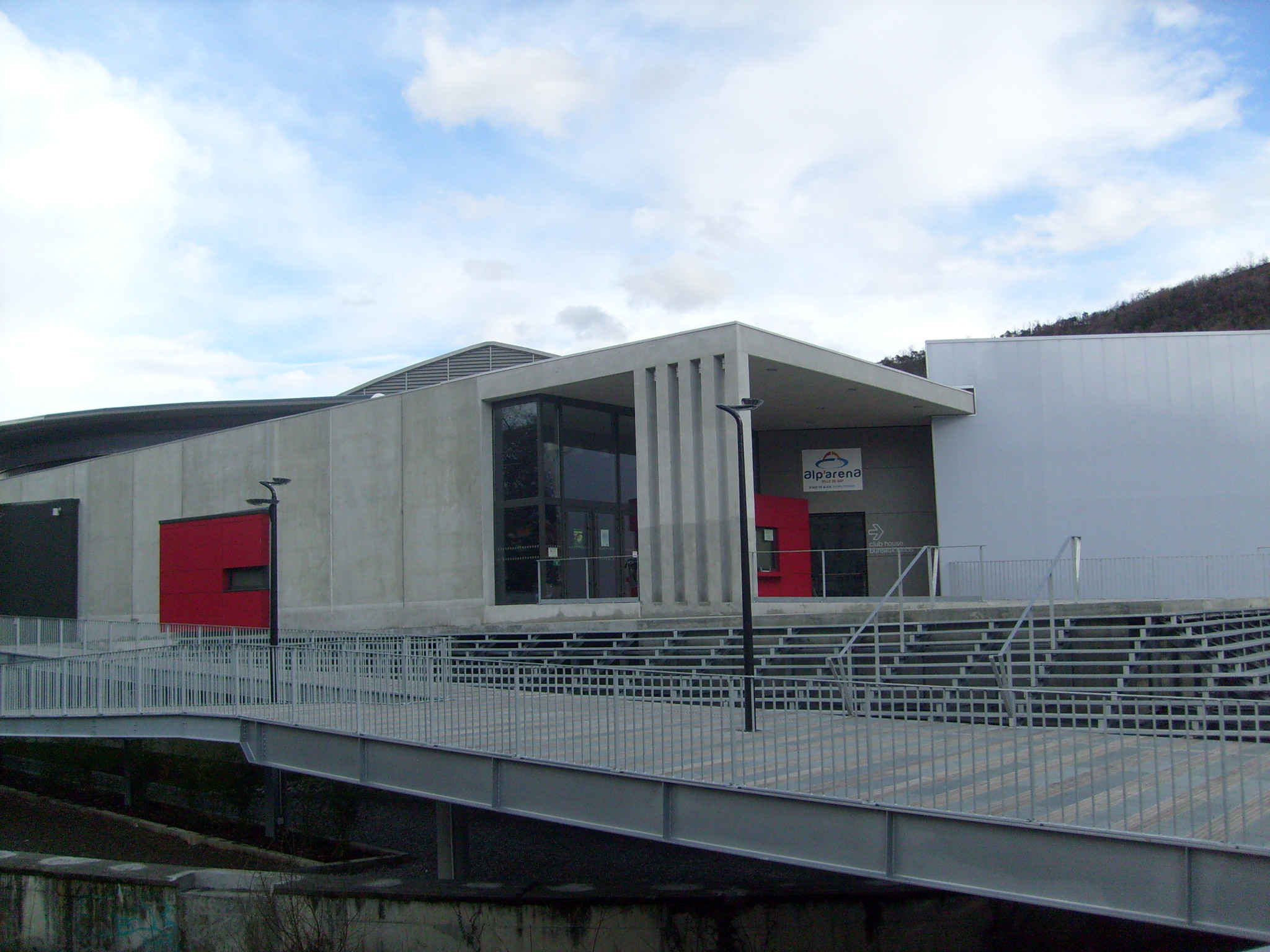
Entré principale du stade de glace actuel.

## L'histoire d'une patinoire unique
En 1937, lors de la création du Gap Hockey Club, la patinoire est naturelle et située sur la glacière du quartier de la Blâche. Au début des années 1950, l'aire de jeux est transférée momentanément (pour la durée des travaux) à une centaine de mètres de là, sur le boulodrome municipal. Elle sera inaugurée en 1955.
En 1962 est mis en service un système de réfrigération (à base d'ammoniaque) permettant de produire de la glace artificielle. La même année, la mairie offre au club une tribune centrale ainsi que des gradins en béton. Jusqu'en 1972 et la couverture de la patinoire par un toit en bacs acier reposant sur une charpente en lamellé collé, la patinoire était sujet aux intempéries (neige, pluie). En 1977 sont construites les tribunes se situant entre la tribune centrale et l'angle sud. 5 ans plus tard, est édifié un bâtiment d'accueil abritant notamment des vestiaires et un bar à l'étage. En 1985, l'éclairage est refait et en 1987, des travaux sont engagés pour la réfection de la dalle, des installations frigorifiques et des protections. Depuis cette date et jusqu'à la reconstruction débutée en 2010, rien de sera refait.

## Le chaudron de la Blâche
Dans les années 1970-1980, quand le hockey gapençais était plus haut, près de 2 500 personnes bravaient le froid et le vent glacial pour encourager les aigles bleus, surnom de l'équipe à l'époque. Bernard Givaudan, premier édile dira même « Le club de hockey, c'est notre image de marque sur le plan sportif. En tant que maire, je reçois souvent des témoignages surprenants quand je vais à l'extérieur dans des réunions avec d'autres élus. Notre hockey fait connaître notre ville comme ce fut le cas pour Saint-Étienne en foot ou pour Béziers en rugby, sur le plan de la notoriété, cela compte beaucoup ». L'enthousiasme du public était tel que les joueurs adverses craignaient de venir jouer à Gap. Daniel Maric, aujourd'hui entraineur de Dijon et ancien joueur dira même que « jouer à Gap, c'est un véritable enfer, pas une seconde de répit, le public passe son temps à gueuler et fait un bruit de tous les diables... ».
En 1979, André Peloffy et Jean-Vital Stinco jouent leurs premiers matchs en France lors d'un déplacement à Tours. Jean-Vital Stinco se souvient de ce match particulier : « On est arrivé, on a pris une pluie de pièces pendant l'échauffement... On avait été hué et bien brassé...Ça ressemblait à l'accueil que l'on avait un peu partout, mais Gap, c'était vraiment chaud ». Journaliste à L'Équipe, Tristan Alric écrivait en 1986 : « Le HC Gap bénéficie localement d'un environnement exceptionnel pour le hockey sur glace qui fait de la patinoire de la Blâche l'un des temples du hockey français où le public est toujours le 7e joueur ».
En 1976, on construisit 3 tribunes en bois, une de chaque côté des bancs des joueurs et la plus grande devant les buvettes. Avec cette configuration, la patinoire pouvait accueillir 3 000 spectateurs, mais à la suite du drame de Furiani, ces tribunes furent démontées. La capacité revient à seulement 2 000 places.

Patinoire avant la reconstruction de 2010
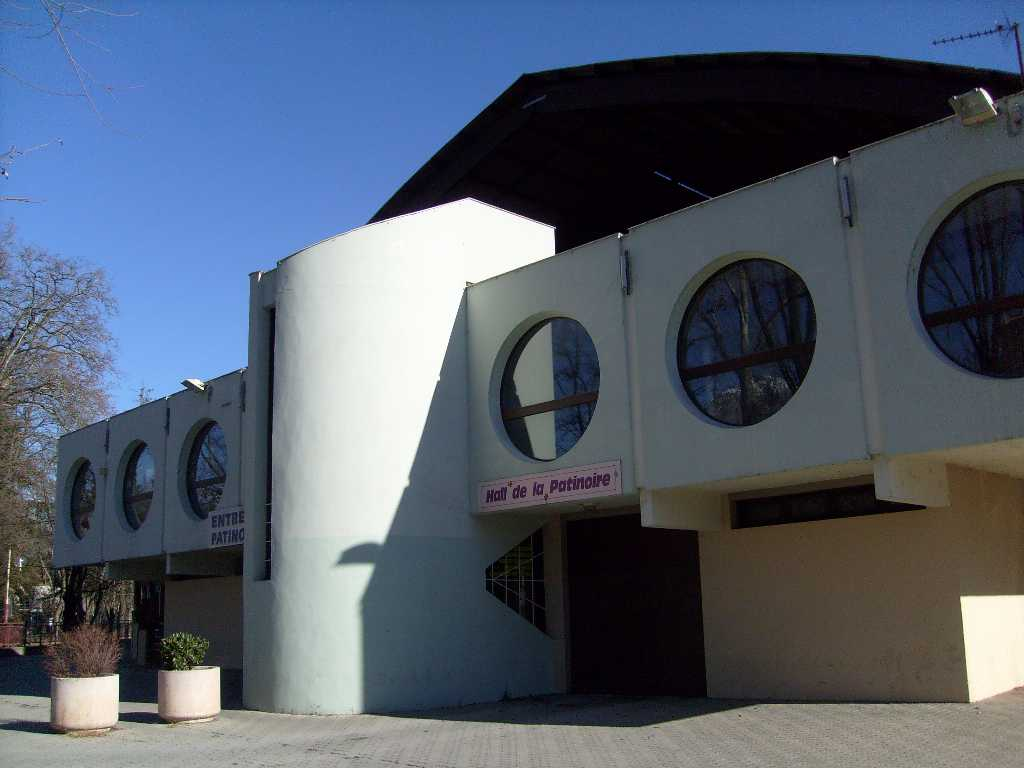
Entrée principale
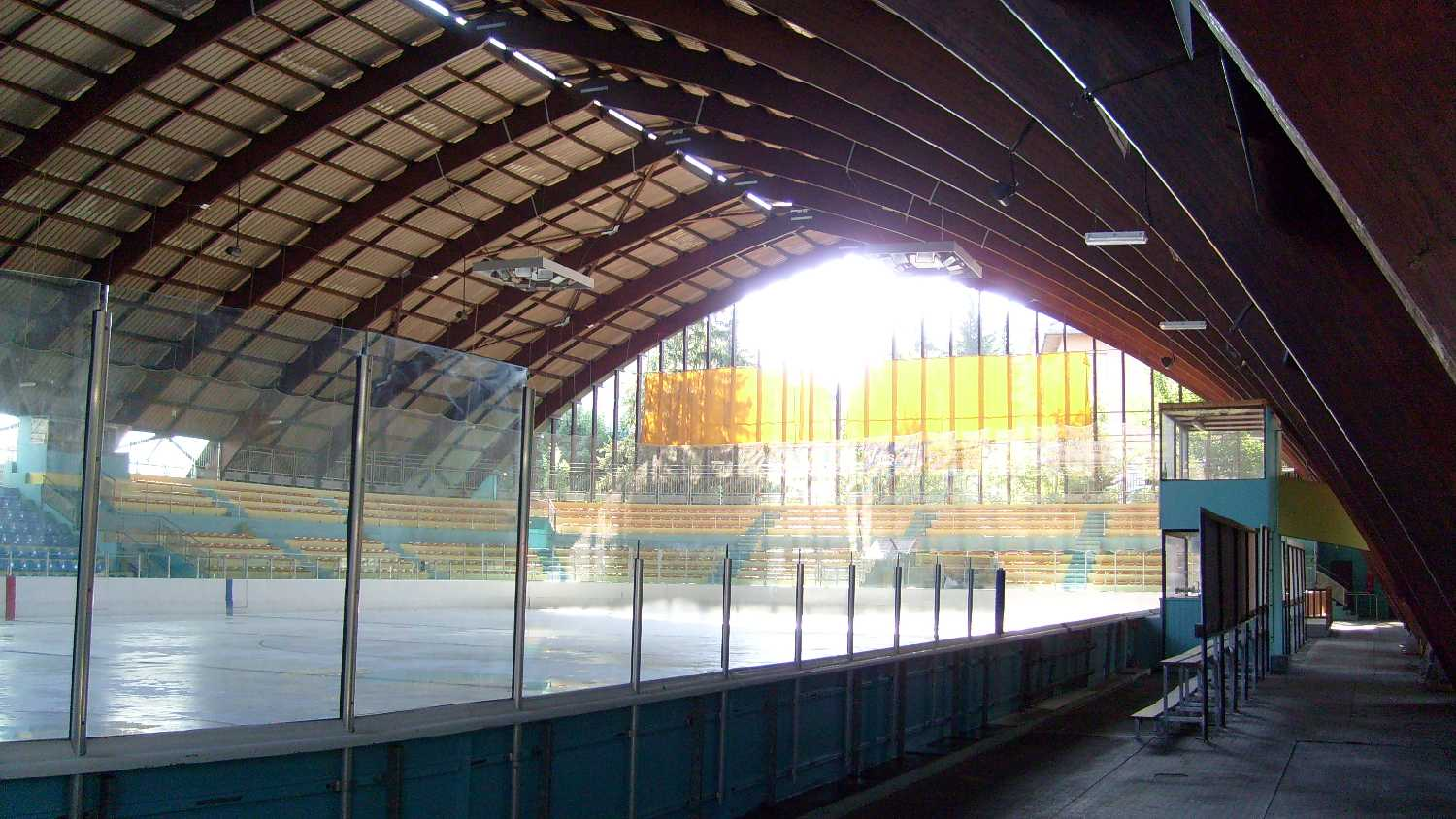
Aspect intérieur

## Le stade de glace

### Historique du projet
En 2005 et à la suite d'un audit, le maire de l'époque Pierre Bernard-Reymond installe un groupe de travail sur le projet du futur stade de glace regroupant des responsables sportifs, associatifs et institutionnels.
En juillet 2007, le choix de la restructuration est annoncé par Roger Didier. Le projet prévoyait l'extension de l'ancienne patinoire et la création d'un complexe de pistes. Cette option a été préférée à un autre projet qui consistait à un complexe sportif associant patinoire et piscine situé au sud de la ville. En 2008 et 2009, un cabinet de programmation et d'assistance à la maitrise d'ouvrage est désigné. Il sera également chargé de l'étude de faisabilité et du programme technique des travaux. Le 15 mai 2009 est adopté au conseil municipal le choix de la procédure de conception / réalisation.
Longtemps annoncé, le projet de nouvelle patinoire a abouti début 2010. La patinoire Brown-Ferrand a été entièrement refaite et agrandie puisque la capacité a été portée à 2800 places au lieu de 1800 et les spectateurs sont désormais présents tout autour de la glace.

### Les caractéristiques

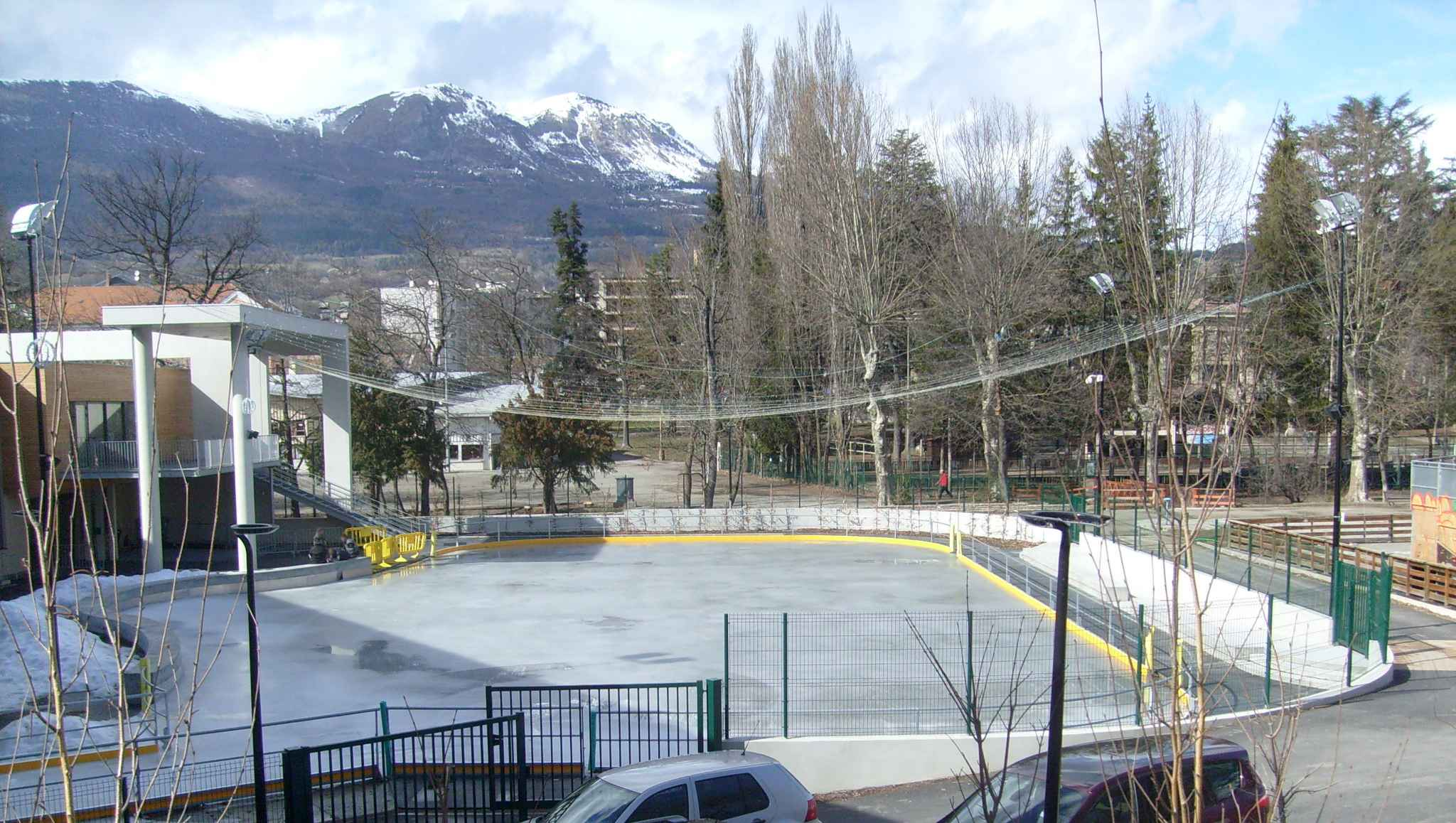
Piste ludique extérieure

- 2800 places : gradins 1 919 places + 800 places rétractables, loges 38 places, personnes à mobilité réduite 22 places et journalistes 21 places
- 5 loges
- 7 vestiaires pour les sportifs, les scolaires et le grand public
- 8 300 m² de surface utile
- 2 600 m² de glace
- un bar / cafétéria de 227 m²
- deux bureaux administratifs de 20 m² chacun pour les clubs de hockey sur glace et de patinage artistique et un club house de 148 m²
- une salle de musculation
- une salle de danse et d'échauffement pour le patinage artistique
- un écran géant de 7 × 5 m
- une piste extérieure de 40 × 20 m ouverte d'octobre à mars
- Coût : 13 500 000 euros HT

Le projet a été animé par un engagement fort dans le développement durable. On notera en particulier la toiture végétalisée et la récupération de 100 % des calories émises par la production de froid pour chauffer l'ensemble de la structure (Chauffage halle et gradins, chauffage vestiaires et locaux fermés, eau chaude sanitaire, fosse à neige et point chaud extérieur).

### Les travaux

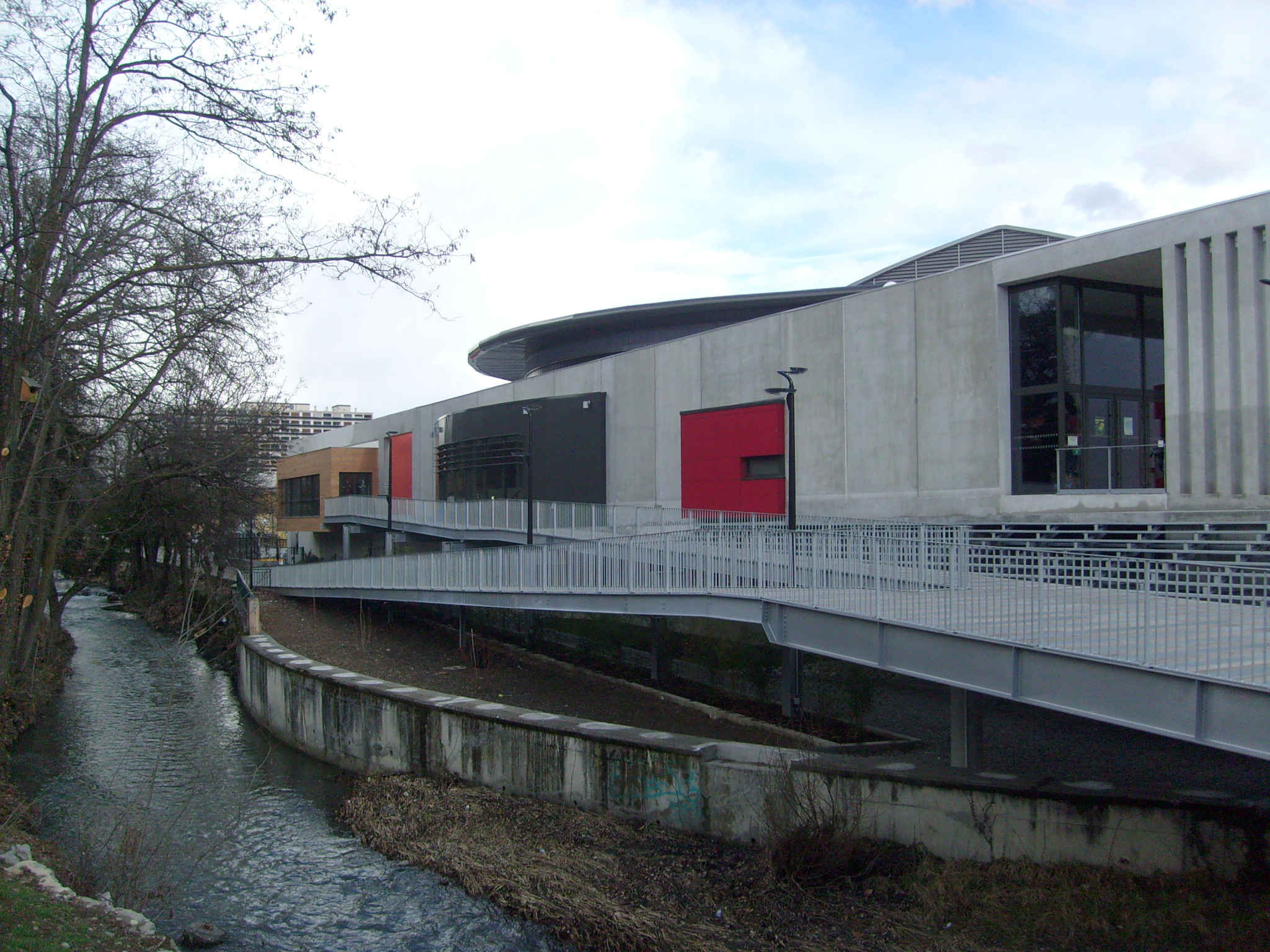
Le stade de glace Alp'Arena

Les travaux ont été faits en quatre phases :
- 1re phase de septembre 2010 à avril 2011 : Fonctionnement normal (matchs et entrainements) avec construction des futurs locaux techniques (gros œuvre achevé au 31 mars).
- 2e phase de mai 2011 à août 2011 : Fermeture complète.

Démolition des locaux administratifs, vestiaires et tribunes, démontage de la piste, consolidation des sols, consolidation de la charpente, nouvelles installations de production de froid (livraison des groupes le 15 avril 2011 ), nouvelle piste de glace 60 × 30 m à haute performance (dans l'axe de la charpente), nouveaux éléments de charpente, et reconstruction partielle; couverture, début des gradins, etc.
- 3e phase de septembre 2011 à avril 2012 : Fonctionnement partiel (entrainements et matchs de jeunes).
- 4e phase de mai 2012 à août 2012 : Fermeture complète.

La livraison a eu lieu le 1er septembre 2012. Durant la saison 2011-2012, le club de Gap est allé jouer ses matchs de championnat à la patinoire de Marseille.
De plus, la patinoire comprend maintenant une deuxième piste extérieure de 40x20 m ouverte d'octobre à mai.
Le match inaugural eut lieu le dimanche 23 septembre 2012 à 18h00 opposant les Rapaces de Gap aux Diables Rouges de Briançon. [Gap - Briançon 2-3 a.p. (1-1,0-0,1-1,0-1)]

## Compétitions internationales

### Les championnats du monde 1974
La patinoire gapençaise accueille les Championnats du monde de hockey sur glace 1974. Sept matchs s'y déroulent :
- le 8 mars 1974, la Suisse bat la Chine 13-0 (6-0, 4-0, 3-0) ;
- le 9 mars 1974, la France bat la Corée du Nord 12-4 (5-3, 3-0, 4-1) ;
- le 11 mars 1974, la Hongrie bat la Suisse 1-2 (0-2, 1-0, 0-0) ;
- le 12 mars 1974, la Suisse bat la Corée du Nord 15-0 (1-0, 5-0, 9-0) ;
- le 14 mars 1974, l'Italie bat l'Australie 13-0 (2-0, 7-0, 4-0) ;
- le 15 mars 1974, la Bulgarie bat l'Australie 11-4 (2-0, 8-1, 1-3) ;
- le 17 mars 1974, la Bulgarie bat la Chine 6-0 (3-0, 1-0, 2-0).

### Matchs amicaux internationaux
La patinoire Brown-Ferrand accueille dix matchs amicaux internationaux depuis son ouverture :
- le 27 octobre 1973, l'Italie bat la France 4-3 (1-2, 1-1, 2-0) ;
- le 15 novembre 1975, l'Autriche bat la France 6-2 (1-1, 4-1, 1-0) ;
- le 28 décembre 1977, la France bat la Bulgarie 6-2 (0-0, 6-1, 0-1) ;
- le 10 janvier 1979, la Yougoslavie bat la France 6-4 (2-1, 3-1, 1-2) ;
- le 17 novembre 1981, la France bat l'Espagne 5-3 (1-0, 1-2, 3-1) ;
- le 29 octobre 1985, la France bat la Yougoslavie 7-2 (1-0, 5-1, 1-1) ;
- le 17 mars 1987, l'Allemagne de l'Est bat la France 5-3 (0-2, 3-1, 2-0) ;
- le 13 décembre 1989, l'Italie bat la France 6-5 (0-2, 3-2, 3-1) ;
- le 20 décembre 2013, la Russie bat la France 3-6 (2-1, 0-0, 1-5) ;
- le 17 avril 2014, la France bat la Slovaquie 4-3 (3-0, 0-0, 1-2)[7].